# Brazil International 2012
Die Brazil International 2012 (auch São Paulo International 2012 genannt) im Badminton fanden vom 26. bis zum 30. September 2012 in São Paulo statt.

## Sieger und Platzierte
| Disziplin    | Gold                          | Silber                           | Bronze                                |
| ------------ | ----------------------------- | -------------------------------- | ------------------------------------- |
| Herreneinzel | Kevin Cordón                  | Niluka Karunaratne               | Sattawat Pongnairat                   |
| Herreneinzel | Kevin Cordón                  | Niluka Karunaratne               | Misha Zilberman                       |
| Dameneinzel  | Nicole Grether                | Jamie Subandhi                   | Fabiana Silva                         |
| Dameneinzel  | Nicole Grether                | Jamie Subandhi                   | Yasmin Cury                           |
| Herrendoppel | Gan Teik Chai Ong Soon Hock   | Phillip Chew Sattawat Pongnairat | Dinuka Karunaratne Niluka Karunaratne |
| Herrendoppel | Gan Teik Chai Ong Soon Hock   | Phillip Chew Sattawat Pongnairat | Daniel Paiola Alex Tjong              |
| Damendoppel  | Nicole Grether Charmaine Reid | Camilla Garcia Daniela Macías    | Paula Pereira Fabiana Silva           |
| Damendoppel  | Nicole Grether Charmaine Reid | Camilla Garcia Daniela Macías    | Ana Paula Campos Yasmin Cury          |
| Mixed        | Phillip Chew Jamie Subandhi   | Hugo Arthuso Fabiana Silva       | Alistair Casey Charmaine Reid         |
| Mixed        | Phillip Chew Jamie Subandhi   | Hugo Arthuso Fabiana Silva       | Luis Martin Carolina Aoki Settani     |